# Dire-Dawa-Stadion
Das Dire-Dawa-Stadion (amharisch በድሬዳዋ ስታዲየም) ist ein Mehrzweckstadion in der äthiopischen Stadt Dire Dawa. Es hat eine Kapazität von 18.000 Plätzen und ist damit das drittgrößte Stadion des Landes nach dem Addis-Abeba-Stadion und dem Awassa-Kenema-Stadion.
Im Stadion trägt der Fußballverein Dire Dawa City FC seine Heimspiele aus. Im Jahr 1976 fanden insgesamt sechs Spiele der Fußball-Afrikameisterschaft hier statt.